# 潘朝英
潘朝英（1905年5月30日—1987年8月24日）。廣東省順德縣桂洲鄉人。1948年在僑民第一區當選第一屆立法委員。
北平輔仁大學畢業，美國天主教大學國際公法博士。

## 生平[1][2][3][4]
- 于斌樞機主教秘書
- 北平輔仁大學文學系文學士
- 美國天主教大學政治學碩士及國際公法學博士
- 佐治城大學外交學院研究員
- 哥倫比亞大學法學院研究員
- 美國天主教大學、佐治城大學教授、西東大學遠東學院院長、七海大學院長
- 南京益世報社長
- 國民參政會參政員
- 制憲國民大會代表
- 紐約亞東問題研究所主任
- 中華民國出席敦巴頓聯合國憲章會議代表
- 中華民國出席舊金山聯合國成立大會代表
- 全美中華文化協會副理事長
- 民國76年8月24日病逝[5]